# مقدمه‌ای بر ذن بودیسم
مقدمه‌ای بر ذن بودیسم (به انگلیسی: An Introduction to Zen Buddhism) کتابی است در مورد بودیسم ذن که توسط سوزوکی دایستسو تیتارو در سال ۱۹۳۴ نوشته شده‌است. این کتاب اولین بار در کیوتو توسط «انجمن بودایی شرقی» منتشر شد، و به‌زودی در کشورها و زبان‌های دیگر، با مقدمه اضافه‌شده توسط کارل یونگ منتشر شد. این کتاب به‌عنوان «یکی از تأثیرگذارترین کتاب‌های ذن در غرب» شناخته می‌شود.

## بررسی اجمالی
این کتاب در سال ۱۹۱۴ از نوشته‌های سوزوکی، برای مجله ژاپنی نیو ایست نشأت گرفت. اگرچه ویراستار، رابرتسون اسکات، پیشنهاد کرد که سوزوکی آن‌ها را به‌صورت کتاب منتشر کند، اما او تصمیم به انتشار کتاب «مقالات ذن» در سال ۱۹۲۷ نداشت، و فکر کرد به‌عنوان مقدمه‌ای بر ذن برای مبتدیان، «بسیار سنگین» باشد. در نتیجه سوزوکی قصد داشت مقدمه‌ای بر ذن بودیسم در سال ۱۹۳۴، به‌عنوان همراهی با کتاب راهنمای ذن بودیسم که هم‌زمان منتشر شد، استفاده شود.

## جزئیات انتشار
مقدمه‌ای بر ذن بودیسم در سال ۱۹۳۴ در کیوتو توسط انجمن بودایی شرقی منتشر شد. شرکت مارشال جونز بوستون بر اولین انتشار در ایالات متحده نظارت داشت. نسخه آلمانی ۱۹۳۹ با پیش‌گفتاری توسط کارل یونگ منتشر شد. در سال ۱۹۴۹، این کتاب با پیش‌گفتار یونگ، ترجمه کنستانس رولف، در لندن و نیویورک تجدید چاپ شد.